# آدم‌خواری (جانوران)

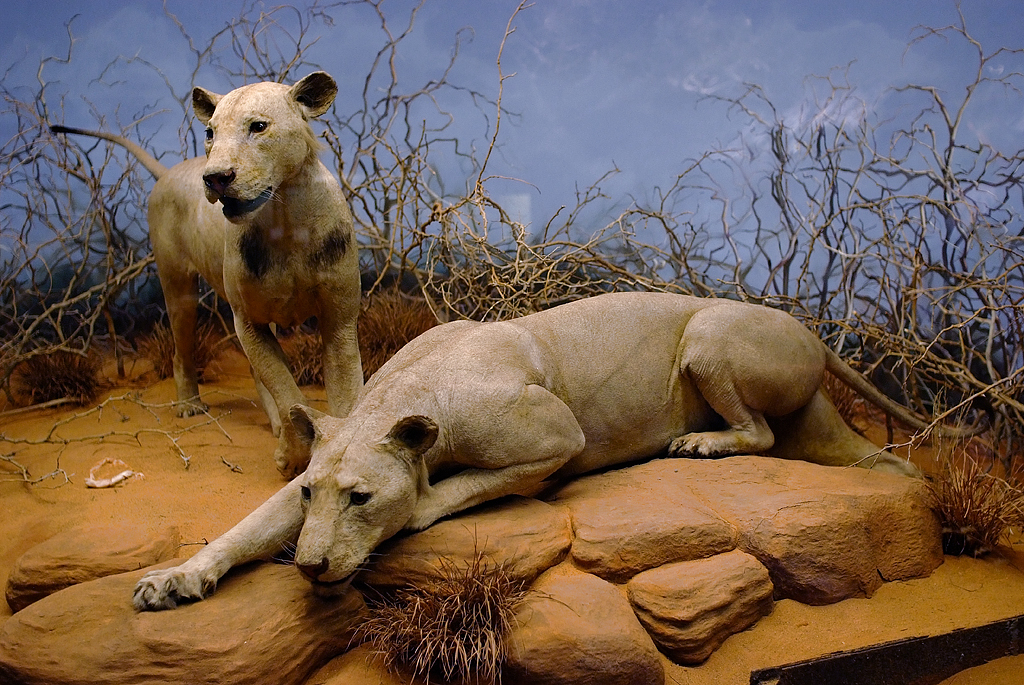
آدمخواران ساوو، شیرهای آدم‌خوار پارک جنگلی ساوو در موزه تاریخ طبیعی فیلد

آدم‌خوار (به انگلیسی: Man-eater) اصطلاحی برای نامیدن جانورانی است که به شکار انسان می‌پردازند. گرچه انسان‌ها به وسیله جانوران بسیاری مورد حمله قرار می‌گیرند اما اصطلاح آدمخوار برای جانورانی به کار می‌رود که گوشت انسان را در رژیم غذایی معمول خود می‌گنجانند. بیشترین موارد آدم‌خواری در جانورانی مانند ببر، پلنگ، شیر و تمساح دیده می‌شود. همچنین مواردی از شکار انسان‌ها توسط گرگها دینگوها و کایوتها و کفتارهای خالدار و راه‌راه مشاهده شده است. از میان خزندگان مارهای پیتون بزرگ و آناکوندای سبز نیز اقدام به شکار انسان‌ها کرده‌اند. همچنین در میان آبزیان کوسه‌ها و برخی گربه ماهی‌های بزرگ که آخرین مورد آن در رودخانه کالی هند گزارش شده اقدام به شکار انسان‌ها کرده‌اند.